# 1966-os Formula–1 francia nagydíj
Az 1966-os Formula–1 világbajnokság harmadik futama a francia nagydíj volt.

## Futam
A francia nagydíjon Surtees már a Cooper csapattal állt rajthoz, miután kapcsolata megromlott a Ferrari csapatvezetőjével, Eugenio Dragonival. Az időmérő edzésen Jim Clark egy madárral ütközött, emiatt megsérült a szeme, és nem tudott részt venni a versenyen, a Lotus Pedro Rodríguezt ültette be a skót helyére. Az időmérést a világbajnokságot vezető Bandini nyerte a cooperes Surtees és az ő helyére beültetett ferraris Mike Parkes előtt.
A rajt után Surtees vette át a vezetést, de az üzemanyagpumpa meghibásodása miatt az 5. körben kiesett. Ezután Bandini vezetett Brabham és Parkes előtt. Bandini folyamatosan növelte előnyét, de a 32. körben technikai probléma miatt lelassult, így Jack Brabham megszerezte a Repco motor első győzelmét. Parkes második lett debütáló versenyén, míg Denny Hulme harmadik lett, kétkörös hátrányban.
| Helyezés | #  | Versenyző       | Csapat/Motor    | Futott körök | Idő/Kiesés oka    | Rajthely | Pontszám |
| -------- | -- | --------------- | --------------- | ------------ | ----------------- | -------- | -------- |
| 1        | 12 | Jack Brabham    | Brabham-Repco   | 48           | 1:48:31,3         | 4        | 9        |
| 2        | 22 | Mike Parkes     | Ferrari         | 48           | + 9,5             | 3        | 6        |
| 3        | 14 | Denny Hulme     | Brabham-Repco   | 46           | + 2 kör           | 9        | 4        |
| 4        | 6  | Jochen Rindt    | Cooper-Maserati | 46           | + 2 kör           | 5        | 3        |
| 5        | 26 | Dan Gurney      | Eagle-Climax    | 45           | + 3 kör           | 14       | 2        |
| 6        | 44 | John Taylor     | Brabham-BRM     | 45           | + 3 kör           | 15       | 1        |
| 7        | 36 | Bob Anderson    | Brabham-Climax  | 44           | + 4 kör           | 12       |          |
| 8        | 8  | Chris Amon      | Cooper-Maserati | 44           | + 4 kör           | 7        |          |
| HN       | 42 | Guy Ligier      | Cooper-Maserati | 42           | Helyezés nélkül   | 11       |          |
| Kiesett  | 2  | Pedro Rodríguez | Lotus-Climax    | 40           | Olajszivárgás     | 13       |          |
| HN       | 20 | Lorenzo Bandini | Ferrari         | 37           | Helyezés nélkül   | 1        |          |
| HN       | 30 | Jo Bonnier      | Brabham-Climax  | 32           | Helyezés nélkül   | 17       |          |
| Kiesett  | 16 | Graham Hill     | BRM             | 13           | Motorhiba         | 8        |          |
| Kiesett  | 38 | Jo Siffert      | Cooper-Maserati | 10           | Üzemanyagrendszer | 6        |          |
| Kiesett  | 32 | Mike Spence     | Lotus-BRM       | 8            | Kuplung           | 10       |          |
| Kiesett  | 10 | John Surtees    | Cooper-Maserati | 5            | Üzemanyagrendszer | 2        |          |
| Kiesett  | 4  | Peter Arundell  | Lotus-BRM       | 3            | Váltó             | 16       |          |

## Statisztikák
Vezető helyen:
- Lorenzo Bandini: 31 (1-31)
- Jack Brabham: 17 (32-48)

Jack Brabham 8. győzelme, Lorenzo Bandini egyetlen pole-pozíciója , 3. leggyorsabb köre.
- Brabham 3. győzelme.

Mike Parkes első versenye.